# Kościół św. Łukasza Ewangelisty w Rui
Kościół świętego Łukasza Ewangelisty – rzymskokatolicki kościół parafialny należący do parafii pod tym samym wezwaniem (dekanat Prochowice diecezji legnickiej).

## Historia
Jest to świątynia wzmiankowana w 1335 roku, obecna została zbudowana w XIV wieku, następnie została rozbudowana i przebudowana w XVIII i XIX wieku. 

## Architektura
Budowla jest orientowana, posiada jedną nawę bez wydzielonego prezbiterium z trójbocznie zakończoną częścią wschodnią, z czworokątną wieżą od strony południowej, w partii cokołowej mieszczącej murowaną kruchtę, natomiast w górnej części drewnianą i oszalowaną deskami. Kościół nakryty jest dachem dwuspadowym, część wschodnia prezbiterialna posiada przypory, od strony północnej znajduje się zakrystia, okna posiadają wykrój odcinkowy, we wnętrzu jest umieszczona empora muzyczna, element poprzednich empor.

## Wyposażenie
Do wyposażenia wnętrza należą m.in. drewniany ołtarz wykonany około 1710 roku, ambona, kamienna gotycka chrzcielnica, prospekt organowy w stylu barokowym.